# Bahnhof Ōtagawa
Der Bahnhof Ōtagawa (jap. 太田川駅, Ōtagawa-eki) ist ein Bahnhof auf der japanischen Insel Honshū. Er wird von der Bahngesellschaft Meitetsu (Nagoya Tetsudō) betrieben und befindet sich in der Präfektur Aichi auf dem Gebiet der Stadt Tōkai.

## Verbindungen
Ōtagawa ist ein Trennungsbahnhof an der Meitetsu Tokoname-Linie von Jingū-mae nach Tokoname. Von dieser zweigt hier die Meitetsu Kōwa-Linie nach Kōwa ab. Beide Strecken werden von der Bahngesellschaft Meitetsu betrieben. Auf der Tokoname-Linie wird Ōtagawa von halbstündlich verkehrenden Eilzügen der Zuggattungen Semi Express und Limited Express bedient, die den Flughafen Chūbu mit Meitetsu Nagoya und darüber hinaus mit Shin-Kani bzw. Meitetsu Gifu verbinden. Der Fahrplan der Kōwa-Linie ist in jenen der Tokoname-Linie integriert. Alle 30 Minuten verkehren Express-Eilzüge von Shin-Unuma über Nagoya und Ōtagawa nach Kōwa, während weitere Limited Express Meitetsu Nagoya im Halbstundentakt mit Kōwa verbinden (während der Hauptverkehrszeit ab Saya). Lokalzüge mit Halt an allen Zwischenstationen verkehren viermal je Stunde zwischen Kanayama und Chita Handa, hinzu kommen halbstündliche Verbindungen zwischen Ōtagawa und Tokoname (frühmorgens und spätabends von und zum Flughafen).
Darüber hinaus ist der Bahnhof ein Knotenpunkt des lokalen und regionalen Busverkehrs. Der Busterminal auf dem Bahnhofsvorplatz von mehreren Linien der Gesellschaften Chita Bus und Ran Ran Bus sowie einem Shuttlebus zum Nishichita-Krankenhaus bedient. Hinzu kommen mehrere Schnellbuslinien der Anbieter JR Tōkai Bus und Aoki Bus.

## Anlage
Der Bahnhof steht im zentralen Stadtteil Ushiroda Ōtamachi und ist nach dem Fluss Ōta-gawa benannt, der unmittelbar nördlich davon vorbeifließt und nach knapp zwei Kilometern in die Ise-Bucht mündet. In der Nähe befinden sich der Mirokuji-Tempel und der Tōkai-Campus der Nihon-Fukushi-Universität. Die von Norden nach Süden ausgerichtete Anlage umfasst drei übereinanderliegenden Ebenen unter bzw. auf einem zweigeschossigen Viadukt und besitzt sechs Streckengleise, die alle dem Personenverkehr dienen.
Die unterste Ebene besteht aus dem Empfangsgebäude, in dem Fahrkartenautomaten, Bahnsteigsperren, Betriebsräume, Toiletten und mehrere Läden zu finden sind. Auf der zweiten Ebene liegen zwei Mittelbahnsteige mit den Gleisen 1 bis 4, die dritte Ebene besteht aus einem weiteren Mittelbahnsteig mit den Gleisen 5 und 6. Zwischen den beiden oberen Ebenen gibt es eine zusätzliche Verteilerebene. Der Zugang erfolgt durch Aufzüge, Treppen und Rolltreppen. Südlich des Bahnhofs stehen zwei Abstellgleise zur Verfügung; auf ihnen wenden Züge, die in Ōtagawa ankommen oder abfahren.
Im Fiskaljahr 2019 nutzten durchschnittlich 20.593 Fahrgäste täglich den Bahnhof.

## Gleise

Gleisplan

2. Ebene
| 1/2 | ▉ Meitetsu Tokoname-Linie | Tokoname • Flughafen Chūbu                                       |
| 1/2 | ▉ Meitetsu Kōwa-Linie     | Chita Handa • Kōwa                                               |
| 3/4 | ▉ Meitetsu Tokoname-Linie | Jingū-mae • Meitetsu Nagoya • Meitetsu Gifu / Tsushima / Inuyama |

3. Ebene
| 5/6 | ▉ Meitetsu Tokoname-Linie | von der Kōwa-Linie her: Jingū-mae • Meitetsu Nagoya • Meitetsu Gifu / Tsushima / Inuyama |

## Bilder

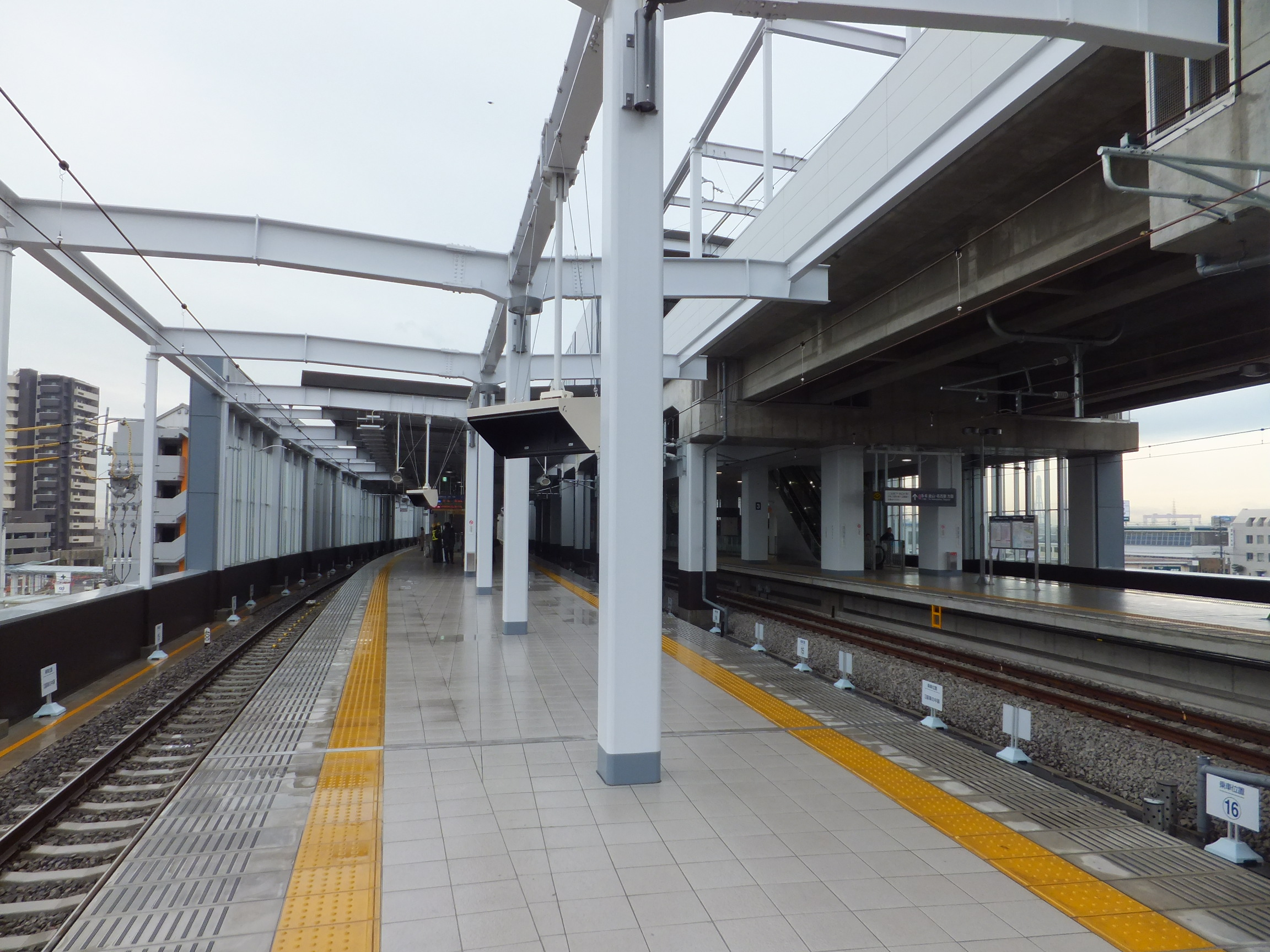
Zweite Ebene
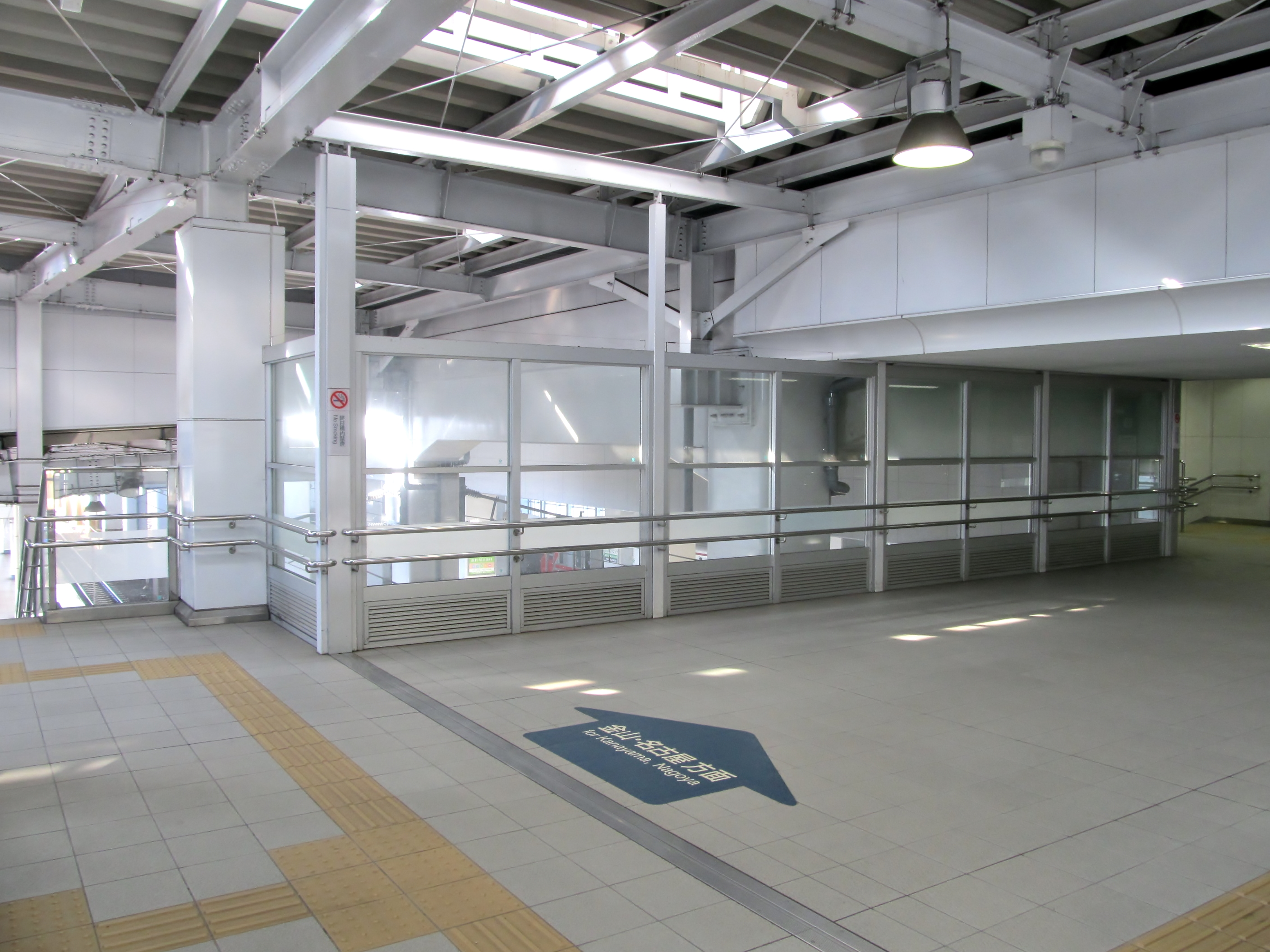
Zwischengeschoss
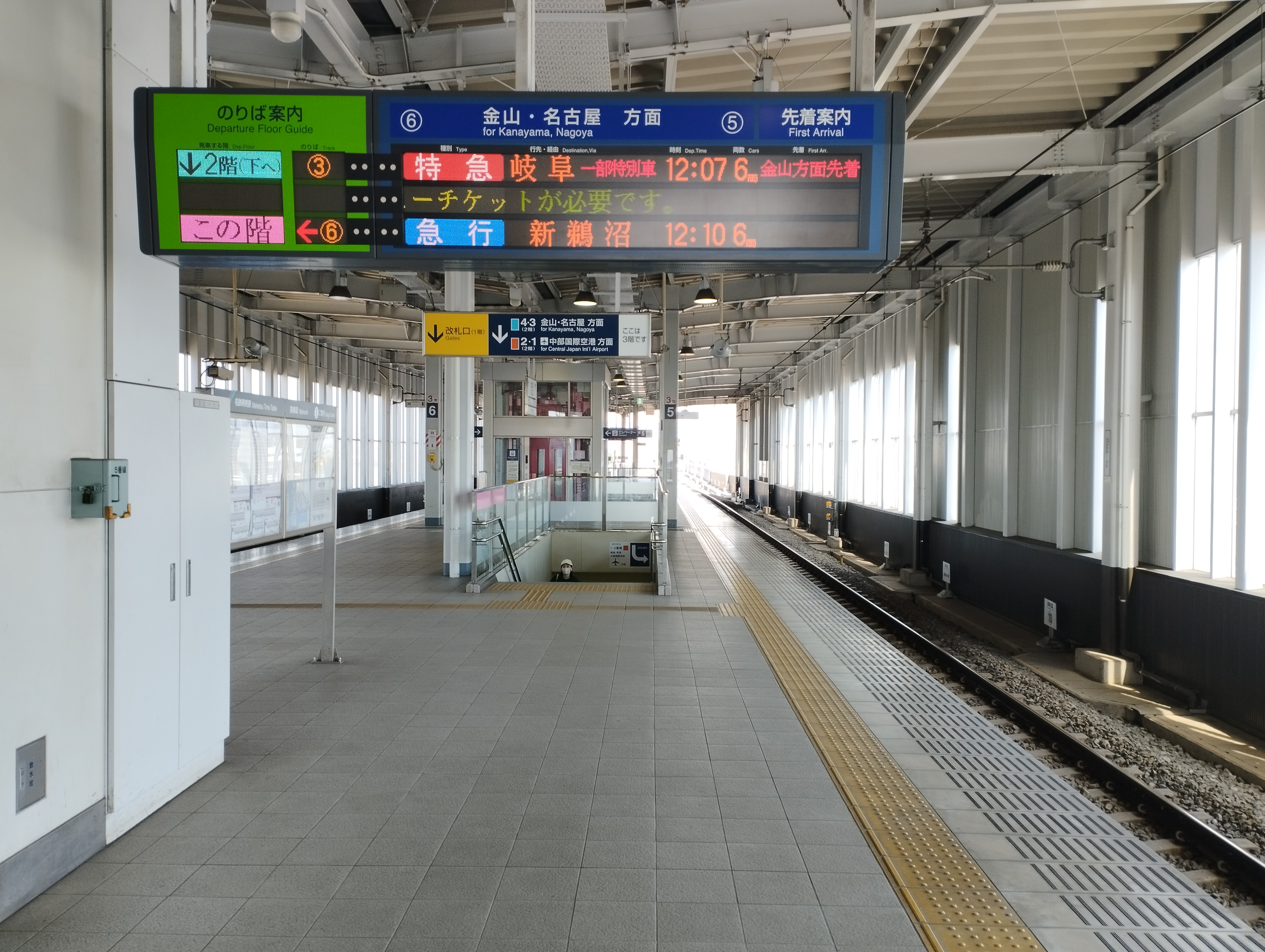
Dritte Ebene
Gleisplan vor dem Umbau
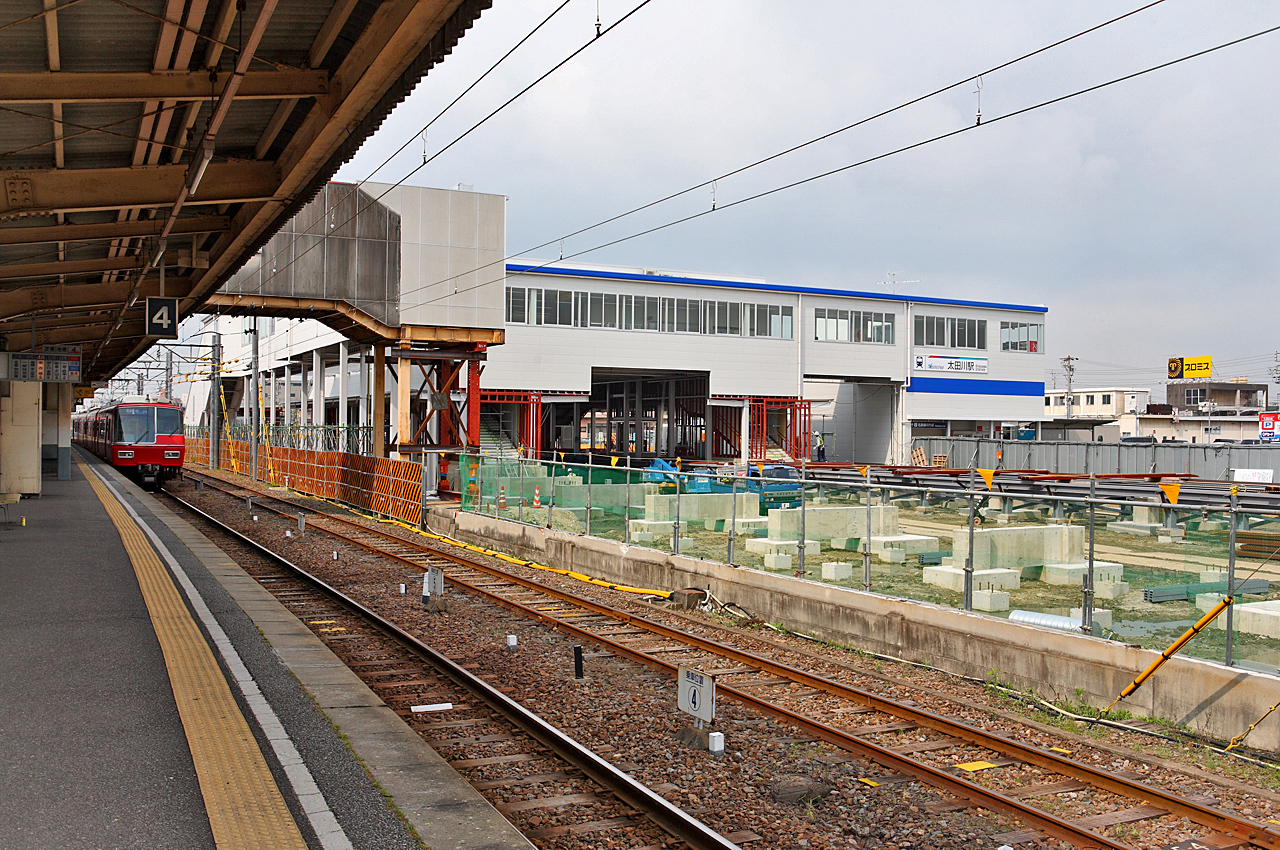
Temporärer Bahnhofsbau (2008)

## Linien
| Verlauf der Meitetsu Tokoname-Linie / Meitetsu-Flughafenlinie |
| --- |
| Jingū-mae • Toyodahommachi • Dōtoku • Ōe • Daidōchō • Shibata • Nawa • Shūrakuen • Shin-Nittetsu-mae • Ōtagawa • Owari-Yokosuka • Teramoto • Asakura • Komi • Nagaura • Hinaga • Shin-Maiko • Ōnomachi • Nishinokuchi • Kabaike • Enokido • Taya • Tokoname • Rinkū Tokoname • Chūbu-kokusai-kūkō |

| Verlauf der Meitetsu Kōwa-Linie |
| --- |
| Ōtagawa • Takayokosuka • Kagiya-Nakanoike • Minami-Kagiya • Yawata-shinden • Tatsumigaoka • Shirasawa • Sakabe • Agui • Uedai • Handaguchi • Sumiyoshichō • Chita Handa • Narawa • Aoyama • Age • Chita-Taketoyo • Fuki • Kōwaguchi • Kōwa |

## Geschichte

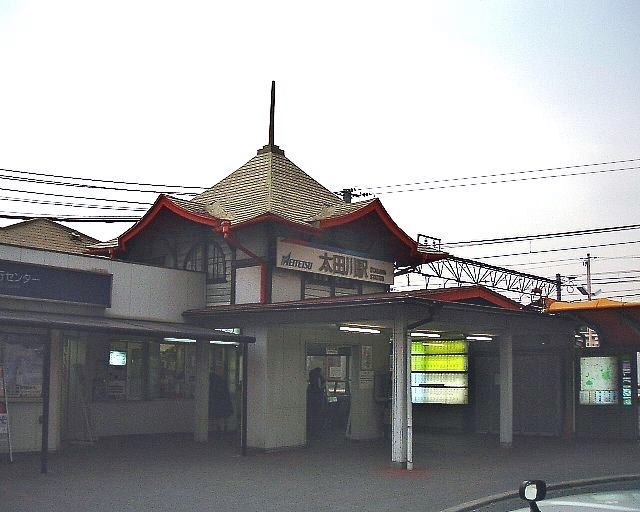
Altes Empfangsgebäude (2002)

Am 18. Februar 1912 eröffnete die Bahngesellschaft Aichi Denki Tetsudō (Aiden) den Bahnhof, zusammen mit dem ersten Abschnitt der Tokoname-Linie zwischen Denma-chō und Ōnomachi. Das Depot Ōtagawa ging am 25. Juni 1922 in Betrieb und am 26. Juli desselben Jahres verlegte die Aiden den Bahnhof um rund 450 Meter nach Süden. 1924 entstand ein neues Empfangsgebäude in Form einer Pagode. Eine weitere Bahngesellschaft, die Chita Tetsudō, eröffnete am 1. April 1931 den ersten Abschnitt der Kōwa-Linie nach Narawa, wodurch Ōtagawa zu einem Umsteigebahnhof wurde. 1935 fusionierte die Aiden mit der Meigi Tetsudō zur Meitetsu, diese wiederum übernahm acht Jahre später die Chita Tetsudō. Am 27. August 1948 brach im Depot ein Brand aus, das fünf Personen- und 13 Güterwagen zerstörte.
Der Bahnhof erhielt am 29. März 1971 einen zusätzlichen Eingang an der Westseite und 1983 stellte die Meitetsu den Güterverkehr ein. 1986 erfolgte ein Umbau des Empfangsgebäudes, wobei die Pagode erhalten blieb. Nun präsentierte sich die Anlage als ebenerdiger Bahnhof mit vier Gleisen an zwei Mittelbahnsteigen, miteinander über einen Reiterbahnhof verbunden. Im März 2003 begann die Umsetzung eines umfangreichen Umbauprojekts. Von der Präfektur Aichi finanziell gefördert, hatte es zum Ziel, zahlreiche überlastete höhengleiche Bahnübergänge auf dem Stadtgebiet von Tōkai aufzuheben; gleichzeitig sollte die Kapazität des Bahnhofs erhöht werden. Im Rahmen dieses Projekts wurde ein 2,0 km langer abschnitt der Tokoname-Linie auf einen Viadukt verlegt, ebenso ein 700 m langer Abschnitt der Kōwa-Linie. Um einen vollständig kreuzungsfreien Betrieb im Bahnhof zu ermöglichen, verlegte man die bisher ebenerdigen Gleisanlagen auf zwei getrennte Ebenen; ebenso errichtete man ein neues Empfangsgebäude. Die Arbeiten waren am 17. Dezember 2017 abgeschlossen.